# Epoca postclasică
În istoria lumii, istoria postclasică se referă la perioada anilor 500 d.Hr.-  1500 d.Hr.. Aceasta corespunde cu Evul Mediu european de la Declinul și căderea Imperiului Roman de Apusd până la Renașterea. Perioada se caracterizează prin expansiunea geografică a civilizațiilor, a marilor imperii, religii și dezvoltarea rețelelor comerciale între civilizații.  Această perioadă este denumită și epoca medievală, epoca postantichitate, epoca postantica, epoca pre-modernitate sau epoca pre-modernă.
Răspândirea Islamului a creat o serie de califate și a inaugurat Epoca de Aur islamică, ducând la progrese în știință, medicină și la comerțul cu mirodenii, aur, fildeș, mătase și sclavi  între Asia, Africa și Europa. Asia de Est a experimentat instaurarea deplină a puterii Chinei Imperiale, care influențează Japonia, Coreea și Vietnam. Religii precum budismul și confugianismul s-au răspândit în regiune. 
Praful de pușcă a fost dezvoltat în China în perioada postclasică. Imperiul Mongol a conectat Europa și Asia, consolidând comerțul euroasiatic.   Populația globală s-a dublat în această perioadă, de la aproximativ 210 milioane în 500 d.Hr.  la 461 milioane în 1500 d.Hr. În general, populația a crescut constant de-a lungul perioadei, dar a suferit unele declinuri accidentale din cauza evenimentelor inclusiv Ciumei lui Justinian, invaziilor mongole și Moartea Neagră, cea mai gravă pandemie până la Gripă spaniolă din secolul 20.  

### Istoriografie

#### Terminologie și periodizare
Istoria postclasică este o periodizare folosită de istoricii contemporani de la sfârșitul secolului al XX-lea și începutul secolului al XXI-lea.  Termenul este uneori folosit pentru a evita preconcepțiile eronate cu privire la termenii Evul Mediu, Medieval și Evul Întunecat, deși aplicarea termenului postclasic la scară globală este, de asemenea, problematică, și poate fi, de asemenea, eurocentrică. Publicațiile academice folosesc uneori termenii postclasic și antichitate târzie pentru a descrie istoria Eurasiei de Vest între 250 și 800.d.Hr.
Perioada postclasică corespunde aproximativ perioadei de la 500 d.Hr. până în 1450 d.Hr.  Datele de început și de sfârșit pot varia în funcție de regiune. 
Perioada postclasică este una dintre cele cinci sau șase perioade majore la nivel global pe care le folosesc istoricii:
1. Preistorie - epoca vânător-culegătorilor (de la apariția omului modern acum 200.000 ani la primele civilizații în anii 3000-5000 î.Hr.)
2. Antichitatea - epoca civilizațiilor timpurii și apariția agriculturii (anii 3000-5000 î.Hr. - 490 î.Hr.);
3. Antichitatea clasică - epoca imperiilor și societățiilor clasice(anii 490 î.Hr. -476 d.Hr.);
4. Epoca postclasică care corespunde cu Evul Mediu european (anii 476 - 1492);
5. Epoca modernă timpurie  - epoca marilor descoperiri geografice, a prafului de pușcă și a imperiilor coloniale (anii 1492 -1815)
6. Epoca modernă târzie   - epoca revoluțiilor industriale, a cărbunelui și petrolului  (anii 1815-1945)
7. Istorie contemporană  -  epoca informatică, a energiei nucleare și a explorării spațiale (anii 1945-prezent)

Deși postclasic este sinonim cu Evul Mediu al Europei de Vest, termenul postclasic nu este neapărat un aparține periodizării tripartite tradiționale a istoriei Europei de Vest între clasic, mediu și modern.

### Abordări
Domeniul istoric al istoriei lumii, care analizează teme comune care apar în mai multe culturi și regiuni, s-a bucurat de o dezvoltare extinsă începând cu anii 1980. Cu toate acestea, cercetarea istoriei lumii a avut tendința de a se concentra asupra globalizării moderne timpurii (începând în jurul anului 1500) și dezvoltărilor ulterioare. Istoria postclasică ține în principal de Afro-Eurasia. Istoricii recunosc dificultățile de a crea o periodizare și de a identifica teme comune care includ nu numai această regiune, ci și, de exemplu, America, deoarece au avut puține contacte cu Afro-Eurasia înainte de schimbul columbian. Astfel, cercetătorii din jurul anului 2020 au subliniat că „o istorie globală a perioadei între 500 și 1500 încă lipsește” și că „istoricii abia au început să se angajeze într-o istorie globală a Evului Mediu”.
Pentru multe regiuni ale lumii, există istorii bine stabilite. Deși studiile medievale din Europa tindeau în secolul al XIX-lea să se concentreze pe crearea de istorii pentru statele-națiune individuale, multe cercetări din secolul al XX-lea s-au concentrat, cu succes, pe crearea unei istorii integrate a Europei medievale.  Lumea islamică are, de asemenea, o bogată istoriografie regională, variind de la Ibn Khaldun din secolul al XIV-lea până la Marshall Hodgson din secolul al XX-lea.  În mod corespunzător, cercetarea în rețeaua de centre comerciale care a permis bunurilor și ideilor să se deplaseze între China din Est și insulele Atlanticului din Vest – ceea ce poate fi numit istoria timpurie a globalizării – este destul de avansată; un istoric cheie în acest domeniu este Janet Abu-Lughod. Înțelegerea comunicării în Africa Subsahariană sau Americi este, în schimb, mult mai limitată.
Prin urmare, în jurul anilor 2010, cercetătorii au început să exploreze posibilitățile de a scrie istoria care acoperă Lumea Veche, unde activitățile umane erau destul de interconectate, și să stabilească relația acesteia cu alte sfere culturale, precum America și Oceania. În evaluarea lui James Belich, John Darwin, Margret Frenz și Chris Wickham.
Istoria globală poate fi nemărginită, dar istoricii globali nu sunt. Istoria globală nu poate însemna în mod util istoria a tot, pretutindeni, tot timpul. [...] Trei abordări [...] ni se par a avea o promisiune reală. Una este istoria globală ca urmărirea unor probleme istorice semnificative în timp, spațiu și specialitate. Aceasta poate fi uneori caracterizată drept istorie „comparativă”. [...] Un altul este conexiunea, inclusiv relațiile transnaționale. [...] A treia abordare este studiul globalizării [...]. Globalizarea este un termen care trebuie salvat din prezent și salvat pentru trecut. A-l defini ca cuprinzând întotdeauna întreaga planetă înseamnă a confunda rezultatul actual cu un proces foarte vechi.
O serie de comentatori au indicat istoria climei Pământului ca o abordare utilă a istoriei lumii în Evul Mediu, observând că anumite evenimente climatice au avut efecte asupra tuturor populațiilor umane.
În România, la Facultatea de Istorie din cadrul Universității București, profesorul Bogdan Murgescu predă cursul de Istoria Evului Mediu   (sec.XIV-XVII), dar abordat la nivel global pe plan social, economic și cultural, de la apariția și expansiunea Islamului și Marea invazie mongolăla Perioada marilor descoperiri și Războaiele religioase europene.
În Statele Unite, pe canalul educațional Crash Course de pe YouTube, John Green a prezentat istoria lumii între anii 2012 și 2014. El a spus că din perspectiva eurocentrică, Evul Mediu este o epocă întunecată de decadență pentru europeni din cauza prăbușirii Imperiului Roman, a sistemului monetar, prăbușirea comerțului, a culturii și a urbanizării, dar în Orientul Mijlociu, în Asia de Est și în Americi, civilizațiile au continuat să prospere.

### Tendințele globale
Epoca postclasică a cunoscut mai multe dezvoltări sau teme comune. A existat expansiunea și creșterea civilizației în noi zone geografice; apariția și/sau răspândirea celor trei mari religii mondiale; și o perioadă de expansiune rapidă a comerțului și a rețelelor comerciale. În timp ce accentul școlar a rămas pe Eurasia, există un efort tot mai mare de a examina efectele acestor tendințe globale în alte locuri.  În descrierea zonelor geografice, istoricii au identificat trei mari regiuni ale lumii autonome, Afro-Eurasia, America și Oceania. 